# Объединение институтов культуры стран Европейского союза
Объединение институтов культуры стран Европейского союза (англ. The European Union National Institutes for Culture (EUNIC)) — объединение национальных организаций, осуществляющих культурные и образовательные программы за рубежом в той или иной мере автономно от своих правительств. В настоящее время в состав союза входят организации из 26 стран Европейского союза. Общий бюджет всех программ членов союза составляет 2,2 млрд евро ежегодно.
Задачей объединения является создание эффективного сотрудничества членов объединения для улучшения и продвижения культуры данных стран.

## Члены объединения
- Österreichisches Kulturforum[нем.], Австрия
- Bundesministerium für europäische und internationale Angelegenheiten[нем.], Австрия
- Wallonie-Bruxelles International[нем.], Бельгия
- Министерство культуры Болгарии, Болгария
- Ministry of Education and Culture (Cyprus)[англ.], Кипр
- Чешский центр, Чехия
- Институт имени Гёте, Германия
- Институт внешних культурных связей, Германия
- Датский институт культуры, Дания
- Estonian Institute[англ.], Эстония
- Институт Сервантеса, Испания
- Finnish Cultural and Academic Institutes[англ.], Финляндия
- Альянс Франсез, Французский институт, Ministry for Europe and Foreign Affairs[англ.], Франция
- Британский совет, Великобритания
- Hellenic Foundation for Culture[англ.], Греция
- Итальянский институт культуры, Италия
- Culture Ireland[англ.], Ирландия
- Институт Латвии, Латвия
- Институт литовской культуры, Литва
- Vlaams-Nederlands Huis deBuren[нидерл.], Нидерланды
- Министерство иностранных дел Польши, Польша
- Instituto Camões[англ.], Португалия
- Institutul Cultural Român[рум.], Румыния
- DutchCulture[нидерл.], Нидерланды
- Министерство иностранных и европейских дел Словацкой Республики, Словакия
- Министерство культуры Словении, Словения
- Шведский институт, Швеция
- Balassi Institute[англ.], Венгрия
- Министр иностранных дел Люксембурга, Люксембург